# Stilobezzia brevistyla
Stilobezzia brevistyla är en tvåvingeart som beskrevs av Clastrier 1989. Stilobezzia brevistyla ingår i släktet Stilobezzia och familjen svidknott.
Artens utbredningsområde är Guinea. Inga underarter finns listade i Catalogue of Life.